# Acapulco
Pour les articles homonymes, voir Acapulco (homonymie).
 (juillet 2014).
Acapulco ou Acapulco de Juárez est une ville portuaire de l'État de Guerrero, au Mexique.
Acapulco était au XXe siècle un grand centre touristique pour une clientèle venant d'Amérique du Nord. L'activité touristique a diminué face à la hausse de la criminalité mais aussi face à la concurrence de la côte caraïbe, notamment Cancún.

## Géographie

### Situation

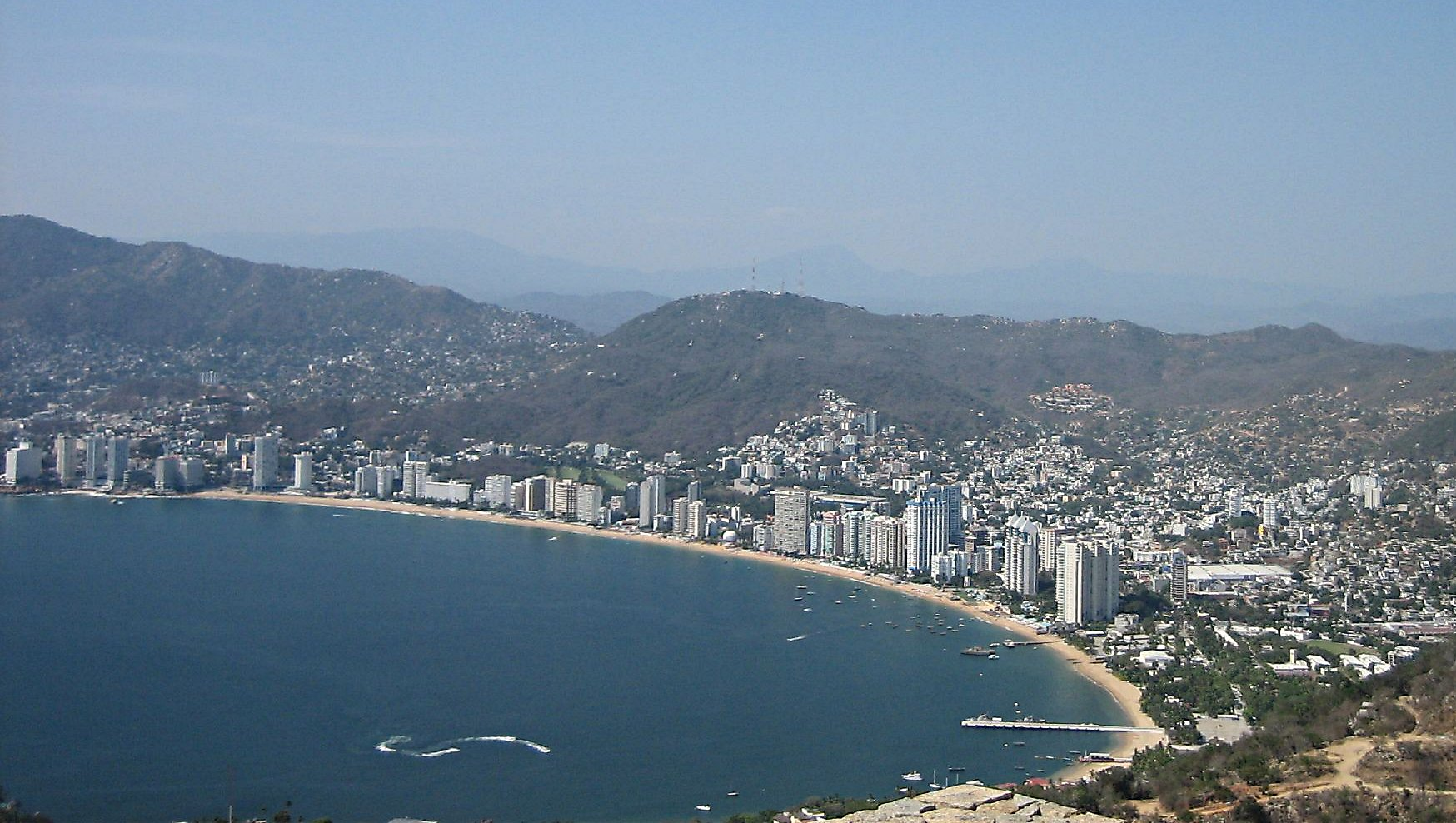
Vue aérienne d'Acapulco.

Elle est située sur le littoral pacifique, à 400 km au sud de Mexico, dans une baie profonde semi-circulaire presque fermée, dont la facilité d'accès et la sûreté du mouillage permet aux bateaux de rester le long des rochers qui bordent la côte. 
La ville est construite sur une bande de terre étroite (moins d'un kilomètre), entre la côte et les montagnes de la sierra Madre del Sur qui encerclent la baie.[réf. nécessaire]

### Climat
Acapulco possède un climat tropical doux et le plus stable du continent américain, avec une température moyenne annuelle de 28 °C. Les ouragans peuvent éventuellement toucher la zone à la fin de l’été. L'effort pour introduire la brise de mer par un passage appelé l'Abra de San Nicolas a eu des effets bénéfiques.

## Histoire

### Epoque précolombienne

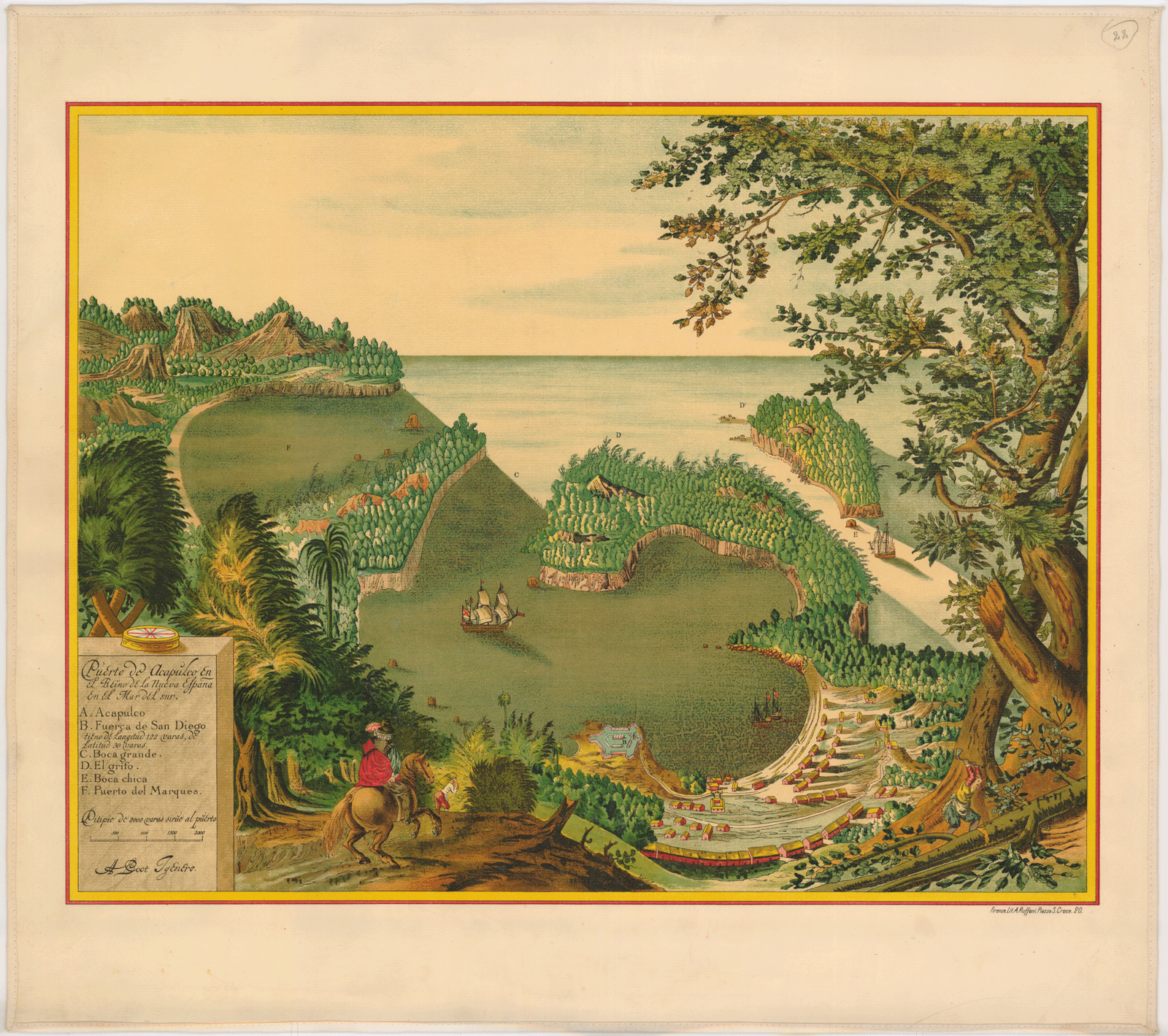
Acapulco et sa baie en 1628

Acapulco est connu comme un carrefour de voyageurs depuis au moins un millénaire. Son nom nahuatl ācapōlco signifie « lieu des grands roseaux » ou bien « lieu où l'on arrache les roseaux ».
Les premiers vestiges, des métates en pierre et des ustensiles en poterie, dateraient du troisième millénaire avant notre ère. Bien après, des artisans sophistiqués fabriquèrent des figurines féminines « dodues ». Certaines hypothèses trouvent des influences polynésiennes ou asiatiques d'au moins 1 500 ans avant l'arrivée de Christophe Colomb.[Information douteuse]
D'autres objets ressemblent à ceux trouvés sur les plateaux du Mexique. Cependant influencé par les civilisations tarasque, mixtèque, zapotèque, et aztèque, quelquefois leur payant un tribut et fréquenté par leurs commerçants, Acapulco ne fut jamais sous leur contrôle direct, mais demeura sous le gouvernement de caciques locaux jusqu'à la conquête espagnole.

### Conquête espagnole
Après avoir soumis les Aztèques, Hernán Cortés envoya des expéditions au sud pour construire des bateaux et trouver une route vers la Chine. Les premiers explorateurs firent voile depuis Zacatula, près de ce qui est de nos jours Lázaro Cárdenas sur la côte à 400 km au nord ouest d'Acapulco. Par un décret royal daté du 25 avril 1528, « Acapulco et ses environs... où les bateaux du sud furent construits... » passèrent directement dans les mains de la couronne espagnole. Les voyages de découverte partirent pour le Pérou, la mer de Cortés et l'Asie. Aucun ne retourna à travers l'océan Pacifique, cependant, jusqu'à ce que le père Andres de Urdaneta découvrit les vents portants du Pacifique nord, qui l'emmenèrent lui et son bateau, rempli de trésors chinois, à Acapulco en 1565.
À partir de 1565, se met en place une route de navigation partant d'Acapulco vers les Philippines, le Galion de Manille, qui ralliait Manille, mais aussi et l'Orient au sens large. À son retour d'Orient, débutait une foire à Acapulco où les marchands négociaient pour la cargaison de soies, porcelaines, ivoires et pièces laquées du galion, beaucoup de ces produits provenant de Chine.
Bientôt, ce trésor annuel attira aussi des maraudeurs. En 1579, Francis Drake attaqua mais ne parvint pas à capturer le galion, mais en 1587, au large de Cabo San Lucas, Thomas Cavendish prit le Santa Anna. Le numéraire seul, 1,2 million en pièces d'or, déprima sévèrement le Marché de l'or à Londres. Le Commodore Georges Anson, venu par le Cap Horn attaquer les possessions espagnoles dans le cadre de la Guerre de l'oreille de Jenkins, captura lui aussi le galion (la Nuestra Señora de Covadonga), le 20 juin 1743, et rapporta son butin en Angleterre, par le Cap de Bonne Espérance.

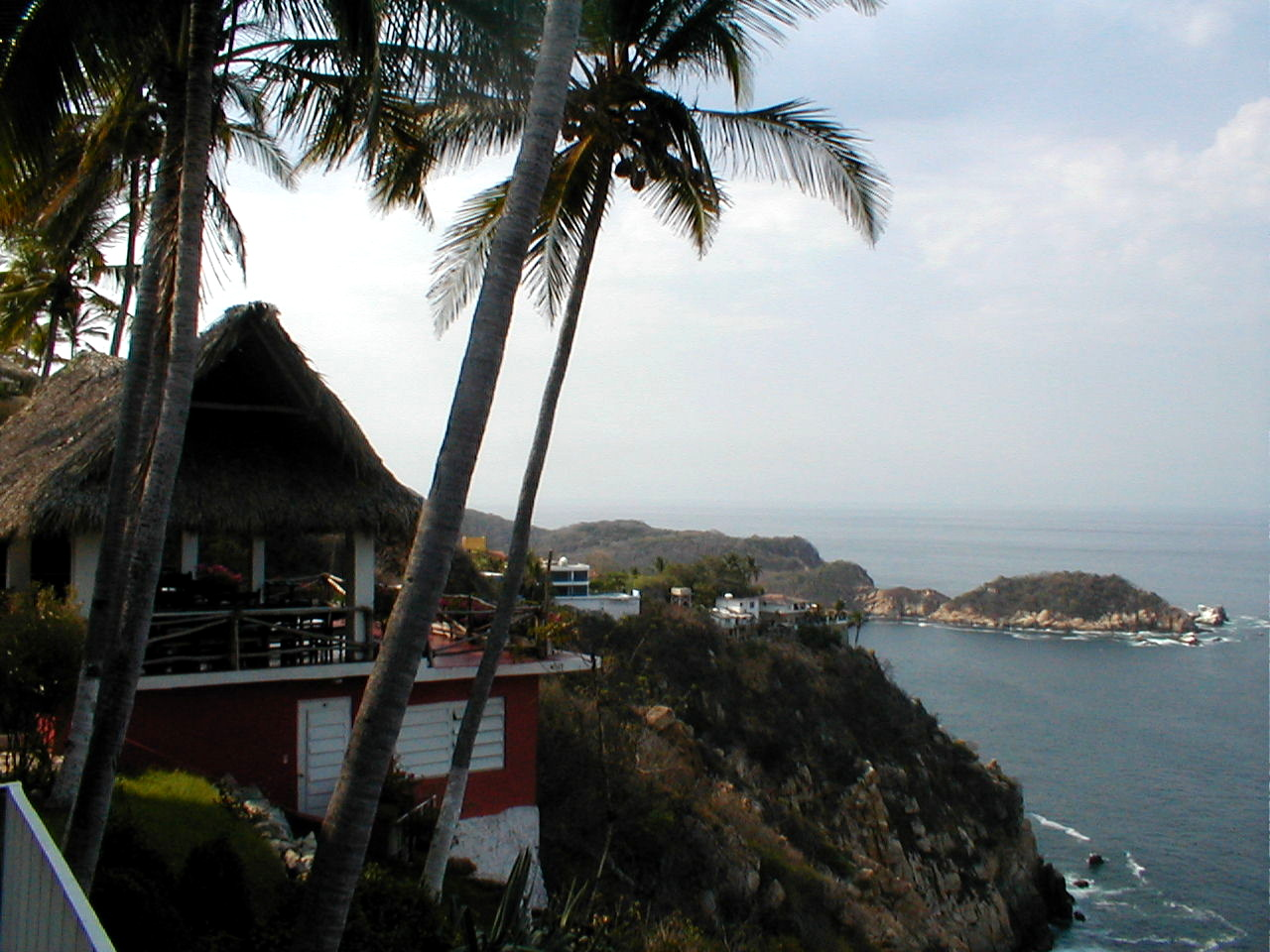
L'océan Pacifique depuis le balcon d'un hôtel à Acapulco.

Après qu'une flotte des Pays-Bas eut envahi Acapulco en 1615, les Espagnols reconstruisirent leur fort, qu'il nommèrent Fort San Diego en 1617. Détruit par un tremblement de terre en 1776, le fort fut reconstruit en 1783. La guerre d'indépendance mit fin au galion de Manille, laissant Acapulco en sommeil pendant un siècle.

### XXe siècle
Au début du XXe siècle, la ville fut choisie comme terminus pour deux lignes de chemin de fer cherchant un port du Pacifique — l'interocéanique et le central mexicain. La ville souffrit considérablement des tremblements de terre de juillet et août 1909. Le port se développa beaucoup au cours du siècle. Cette station a été créée sur d'anciennes ruines maya comme le démontrent de récentes fouilles archéologiques menées par l'archéologue D. Huberto et son équipe.[réf. nécessaire]
Acapulco est devenue une destination touristique de masse pour une clientèle nord-américaine, en particulier des années 1940 aux années 1980. La ville s’est fait connaître de la jet set avec des célébrités comme Édouard VIII, Elizabeth Taylor ou encore Frank Sinatra.

### XXIe siècle
Le regain de criminalité (guerre des gangs, narcotrafic, etc.) au milieu des années 2010 contribue à la baisse du tourisme et de l'activité économique d'Acapulco. En 2013 elle fut également classée seconde ville la plus dangereuse du monde. Une étude du Conseil citoyen pour la sécurité publique et la justice pénale a classé Acapulco comme la septième ville la plus dangereuse au monde en 2019, avec 71,61 homicides pour 100 000 habitants puis, comme la sixième ville la plus dangereuse du Mexique, en 2020,.
La ville d’Acapulco et sa région furent ravagées par l'ouragan Manuel durant la nuit du 15 au 16 septembre 2013. Le 25 octobre 2023, l'ouragan Otis de catégorie 5 cause des dégâts majeurs dans la ville, engendrant notamment la rupture de l'approvisionnement en électricité et des communications.

## Démographie
Sa population d'après le recensement de 2020 est de 658 609 habitants.

## Administration
Liste des maires:
- 1963-1966 : Ricardo Morlett Sutter
- 1966-1969 : Martín Heredia Merckley
- 1969-1971 : Israel Nogueda Otero
- 1971-1972 : Antonio Trani Zapata (intérim)
- 1972-1974 : Israel Hernández Ramos
- 1975-1978 : Virgilio Gómez Moharro
- 1978-1981 : Febronio Díaz Figueroa
- 1981-1984 : Amín Zarur Ménez
- 1984-1987 : Alfonso Argudín Alcaraz
- 1987-1989 : Israel Soberanis Nogueda
- 1989-1990 : Virgilio Gómez Moharro (intérim)
- 1990-1993 : René Juárez Cisneros
- 1993-1996 : Rogelio de la O Almazán
- 1996-1997 : Juan Salgado Tenorio
- 1997-1998 : Manuel Añorve Baños (intérim)
- 1998 : César Varela Blanco (intérim)
- 1998-1999 : Manuel Añorve Baños (intérim)
- 1999 : Ana María Castilleja Mendieta
- 1999-2002 : Zeferino Torreblanca Galindo
- 2002-2005 : Alberto López Rosas
- 2005-2008 : Félix Salgado Macedonio
- 2009-2010 : Manuel Añorve Baños
- 2010 : Alejandro Porcayo Rivera (intérim)
- 2010-2011 : José Luis Ávila Sánchez (intérim)
- 2011-2012 :  Manuel Añorve Baños (intérim)
- 2012 : Verónica Escobar Romo (intérim)
- 2012-2015 : Luis Walton
- 2015-2018 : Evodio Velázquez Aguirre
- 2018-2021 : Adela Román Ocampo (Morena)
- Depuis 2021 : Abelina López Rodríguez (Morena)

## Transports
Acapulco possède un aéroport international, avec des vols vers le reste du Mexique, les États-Unis et le Canada.

## Économie
Acapulco a longtemps vécu du tourisme. On y exporte aussi des peaux, du bois de cèdre et des fruits, ainsi que les produits du district adjacent de Tabares comme le coton, le tabac, le cacao, le sucre de canne, le maïs, les pois et le café.[réf. nécessaire]

## Monuments et lieux remarquables

### Monuments
- Le fort de San Diego
- La cathédrale Nuestra Señora de la Soledad
- La Villa Arabesque
- La Chapelle de la paix et la Croix Trouyet (qui domine la colline de Las Brisas)
- Arango House (villa dessinée par l'architecte John Lautner)
- Hôtel Las Brisas
- Avenida Costera Miguel Aleman
- El Fuerte del Virrey, petit fort qui protégeait la baie.
- La « Maison du Paradis » où se trouvent les mosaïques de Quetzalcoatl et Tlaloc de Diego Rivera.

### Lieux d'intérêt
- La Baie de Santa Lucia ;
- La Quebrada ;
- La Roqueta ;
- La zone archéologique de Palma Sola et le parc national el veladero.

## Personnalités liées à la ville
- José Agustín (1944-2024), écrivain mexicain.
- Jorge Campos (1966-), footballeur international mexicain
- Pamela Montenegro (1981-2018), journaliste satirique assassinée en février 2018

## Acapulco dans la culture
- Le Chanteur de Mexico, film de 1956 dont quelques scènes sont tournées à Acapulco avec la chanson éponyme de Francis Lopez.
- L'Idole d'Acapulco, film de 1963 avec Elvis Presley
- Le Magnifique, film de 1973 avec Jean-Paul Belmondo
- American Dirt (en), roman de Jeanine Cummins (2020)
- Loco in Acapulco (en) (chanson, 1988), Four Tops
- Sundown, film de 2021 de Michel Franco.
- Acapulco est traditionnellement la destination du Pacific Princess, le paquebot de la série La croisière s'amuse.
- Acapulco, série AppleTV+ (depuis 2021)